# Lars Svensson (lexikograf)
Lars Svensson, född 1938 i Malmö, är en svensk lexikograf och språkvetare. Han blev filosofie doktor i nordiska språk och förordnad som oavlönad docent i nordiska språk vid Lunds universitet 1981. Svensson var anställd som redaktör vid redaktionen för Svenska Akademiens ordbok 1971–2002 och var ordbokschef 1993–1999. Han var lektör hos Bibliotekstjänst 1974–2012.

## Utmärkelser, ledamotskap och priser
- Ledamot av Vetenskapssocieteten i Lund (LVSL, 1986)[2]
- Riddare av isländska Falkorden 1990
- Ledamot av Kungliga Humanistiska Vetenskapssamfundet i Lund (KHVSL) 1995
- Gerard Bonniers pris 2015

## Verk (urval)
- Bibliografiska hjälpmedel rörande svenska språket (1972)
- Nordisk paleografi. Handbok med transkriberade och kommenterade skriftprov (1974)
- Ett fall av språkvård under 1600-talet (akademisk avhandling, 1981)
- Förteckning över bibliografier rörande 1700-talets bokproduktion (1985)
- Register t.o.m. 2007 till skrifter utgivna av Malmö kulturhistoriska förening (s. 5–225 i: Elbogen 2008)
- Bildregister t.o.m. 2007 till skrifter utgivna av Malmö kulturhistoriska förening (s. 147–221 i: Elbogen 2009)
- Abraham Ekerholms Dagboksanteckningar från 1792 (2018)